# 中国地震局公共服务司
中国地震局公共服务司，加挂中国地震局法规司牌子，是中国地震局直属的内设职能司。该司负责国家防震减灾法制工作、地震行政执法、地震标准化等工作。

## 历史
1971年8月2日，中华人民共和国国务院决定调整原中国科学院下属的各地震研究和行政管理部门，组建国家地震局，领导全国地震工作，开展地震观测、预报和科学研究，国家地震局办公室主管该局政策法规工作。
1999年，国务院办公厅在其印发的中国地震局“三定”规定中，决定组建“中国地震局”，不再保留国家地震局，同时调整组建中国地震局震害防御司（法规司），并将地震局办公室的起草重要文件和方针政策、防震减灾法制工作职能划入新组建的震害防御司（法规司）。2010年，中国地震局决定重新组建震害防御司、政策法规司。1月4日，中国地震局机关举行政策法规司成立大会，方韶东任该司首任司长。
2017年7月，根据中国地震局的决定，将地震局法规司管理的地震计量管理职能划归中国地震局监测预报司管理。

## 职能
中国地震局政策法规司包括下列职能，主要涵盖防震减灾法制工作、地震行政执法、地震计量与标准化等方面。中国地震局政策法规司的具体职能如下，
1. 拟订防震减灾公共服务规划并组织实施。
2. 组织指导和规范社会力量参与防震减灾。
3. 组织拟订公共服务事项清单、标准，并监督实施。
4. 负责地震标准化工作的管理。
5. 组织指导全国防震减灾知识宣传教育和法制教育。
6. 组织防震减灾法律法规起草工作。
7. 负责防震减灾法治监督工作。
8. 承担中国地震局党组全面深化改革领导小组办公室日常工作。
9. 承担行政规范性文件和重大行政决策的合法性审查工作。